# Liste des planètes mineures (418001-419000)
Voici la liste des planètes mineures numérotées de 418001 à 419000. Les planètes mineures sont numérotées lorsque leur orbite est confirmée, ce qui peut parfois se produire longtemps après leur découverte. Elles sont classées ici par leur numéro et donc approximativement par leur date de découverte.

## Planètes mineures 418001 à 419000

### 418001-418100
| Nom      | Désignation provisoire | Date de la découverte | Découvreur        |
| -------- | ---------------------- | --------------------- | ----------------- |
| (418001) | 2007 TB405             | 7 octobre 2007        | Spacewatch        |
| (418002) | 2007 TR418             | 8 octobre 2007        | Spacewatch        |
| (418003) | 2007 TC429             | 12 octobre 2007       | Spacewatch        |
| (418004) | 2007 TM433             | 10 octobre 2007       | CSS               |
| (418005) | 2007 TA443             | 11 octobre 2007       | CSS               |
| (418006) | 2007 TE446             | 8 octobre 2007        | LONEOS            |
| (418007) | 2007 TN446             | 9 octobre 2007        | Mt. Lemmon Survey |
| (418008) | 2007 TW450             | 13 octobre 2007       | LINEAR            |
| (418009) | 2007 TD451             | 14 octobre 2007       | Mt. Lemmon Survey |
| (418010) | 2007 TH451             | 15 octobre 2007       | Mt. Lemmon Survey |
| (418011) | 2007 TC452             | 14 octobre 2007       | LINEAR            |
| (418012) | 2007 UZ2               | 16 octobre 2007       | Yeung, W. K. Y.   |
| (418013) | 2007 UG4               | 18 octobre 2007       | LINEAR            |
| (418014) | 2007 UZ6               | 14 septembre 2007     | Mt. Lemmon Survey |
| (418015) | 2007 UN24              | 15 septembre 2007     | Mt. Lemmon Survey |
| (418016) | 2007 UG34              | 9 octobre 2007        | CSS               |
| (418017) | 2007 UQ42              | 16 octobre 2007       | Mt. Lemmon Survey |
| (418018) | 2007 UP43              | 8 septembre 2007      | Mt. Lemmon Survey |
| (418019) | 2007 UA52              | 24 octobre 2007       | Mt. Lemmon Survey |
| (418020) | 2007 UP58              | 30 octobre 2007       | CSS               |
| (418021) | 2007 UV60              | 30 octobre 2007       | Mt. Lemmon Survey |
| (418022) | 2007 UW75              | 11 octobre 2007       | Spacewatch        |
| (418023) | 2007 UF78              | 17 octobre 2007       | Mt. Lemmon Survey |
| (418024) | 2007 UF84              | 30 octobre 2007       | Spacewatch        |
| (418025) | 2007 UZ87              | 30 octobre 2007       | Spacewatch        |
| (418026) | 2007 UP94              | 31 octobre 2007       | Mt. Lemmon Survey |
| (418027) | 2007 UL98              | 30 octobre 2007       | Spacewatch        |
| (418028) | 2007 UG102             | 30 octobre 2007       | Spacewatch        |
| (418029) | 2007 UB104             | 30 octobre 2007       | Spacewatch        |
| (418030) | 2007 UK115             | 31 octobre 2007       | Spacewatch        |
| (418031) | 2007 UW118             | 16 octobre 2007       | Mt. Lemmon Survey |
| (418032) | 2007 UQ119             | 30 octobre 2007       | Mt. Lemmon Survey |
| (418033) | 2007 UV134             | 30 octobre 2007       | Spacewatch        |
| (418034) | 2007 VH                | 1er novembre 2007     | Molnar, L. A.     |
| (418035) | 2007 VD9               | 2 novembre 2007       | Mt. Lemmon Survey |
| (418036) | 2007 VO12              | 9 octobre 2007        | Spacewatch        |
| (418037) | 2007 VV17              | 1er novembre 2007     | Mt. Lemmon Survey |
| (418038) | 2007 VE22              | 25 septembre 2000     | Spacewatch        |
| (418039) | 2007 VG26              | 2 novembre 2007       | Mt. Lemmon Survey |
| (418040) | 2007 VM61              | 1er novembre 2007     | Spacewatch        |
| (418041) | 2007 VL75              | 20 octobre 2007       | Spacewatch        |
| (418042) | 2007 VU78              | 3 novembre 2007       | Spacewatch        |
| (418043) | 2007 VF83              | 16 octobre 2007       | Spacewatch        |
| (418044) | 2007 VV95              | 9 septembre 2007      | Mt. Lemmon Survey |
| (418045) | 2007 VL96              | 26 septembre 2007     | Mt. Lemmon Survey |
| (418046) | 2007 VV106             | 3 novembre 2007       | Spacewatch        |
| (418047) | 2007 VU107             | 3 novembre 2007       | Spacewatch        |
| (418048) | 2007 VW111             | 3 novembre 2007       | Spacewatch        |
| (418049) | 2007 VX115             | 20 octobre 2007       | Mt. Lemmon Survey |
| (418050) | 2007 VL121             | 5 novembre 2007       | Spacewatch        |
| (418051) | 2007 VQ127             | 14 mars 2005          | Mt. Lemmon Survey |
| (418052) | 2007 VC136             | 4 novembre 2007       | Mt. Lemmon Survey |
| (418053) | 2007 VV141             | 4 novembre 2007       | Spacewatch        |
| (418054) | 2007 VS142             | 18 septembre 2007     | Mt. Lemmon Survey |
| (418055) | 2007 VP152             | 2 novembre 2007       | Spacewatch        |
| (418056) | 2007 VU154             | 5 novembre 2007       | Spacewatch        |
| (418057) | 2007 VS159             | 5 novembre 2007       | Spacewatch        |
| (418058) | 2007 VC162             | 5 novembre 2007       | Spacewatch        |
| (418059) | 2007 VB164             | 5 novembre 2007       | Spacewatch        |
| (418060) | 2007 VD168             | 5 novembre 2007       | Spacewatch        |
| (418061) | 2007 VE181             | 10 octobre 2007       | Spacewatch        |
| (418062) | 2007 VA189             | 4 novembre 2007       | Spacewatch        |
| (418063) | 2007 VE190             | 21 octobre 2007       | Mt. Lemmon Survey |
| (418064) | 2007 VQ192             | 28 novembre 2003      | Spacewatch        |
| (418065) | 2007 VO194             | 5 novembre 2007       | Mt. Lemmon Survey |
| (418066) | 2007 VX197             | 8 novembre 2007       | Mt. Lemmon Survey |
| (418067) | 2007 VJ199             | 9 novembre 2007       | Mt. Lemmon Survey |
| (418068) | 2007 VY200             | 9 novembre 2007       | Mt. Lemmon Survey |
| (418069) | 2007 VP210             | 9 novembre 2007       | Spacewatch        |
| (418070) | 2007 VL216             | 9 novembre 2007       | Spacewatch        |
| (418071) | 2007 VH221             | 5 novembre 2007       | Spacewatch        |
| (418072) | 2007 VU221             | 12 novembre 2007      | Chante-Perdrix    |
| (418073) | 2007 VT226             | 9 octobre 2007        | CSS               |
| (418074) | 2007 VT235             | 1er novembre 2007     | Spacewatch        |
| (418075) | 2007 VW238             | 13 novembre 2007      | Spacewatch        |
| (418076) | 2007 VX251             | 12 novembre 2007      | CSS               |
| (418077) | 2007 VQ269             | 12 novembre 2007      | LINEAR            |
| (418078) | 2007 VB280             | 14 novembre 2007      | Spacewatch        |
| (418079) | 2007 VZ283             | 14 novembre 2007      | Spacewatch        |
| (418080) | 2007 VL285             | 14 novembre 2007      | Spacewatch        |
| (418081) | 2007 VW293             | 13 novembre 2007      | Spacewatch        |
| (418082) | 2007 VK307             | 3 novembre 2007       | Spacewatch        |
| (418083) | 2007 VV307             | 4 novembre 2007       | Spacewatch        |
| (418084) | 2007 VR310             | 11 novembre 2007      | Mt. Lemmon Survey |
| (418085) | 2007 VC311             | 9 novembre 2007       | Mt. Lemmon Survey |
| (418086) | 2007 VN312             | 2 novembre 2007       | Mt. Lemmon Survey |
| (418087) | 2007 VP323             | 4 novembre 2007       | Spacewatch        |
| (418088) | 2007 VN326             | 4 novembre 2007       | Spacewatch        |
| (418089) | 2007 VT327             | 8 novembre 2007       | LINEAR            |
| (418090) | 2007 VB328             | 8 novembre 2007       | LINEAR            |
| (418091) | 2007 VA333             | 9 novembre 2007       | Spacewatch        |
| (418092) | 2007 VD333             | 9 novembre 2007       | Spacewatch        |
| (418093) | 2007 VH334             | 14 septembre 2007     | Mt. Lemmon Survey |
| (418094) | 2007 WV4               | 19 novembre 2007      | Spacewatch        |
| (418095) | 2007 WN6               | 17 novembre 2007      | LINEAR            |
| (418096) | 2007 WN8               | 4 novembre 2007       | Spacewatch        |
| (418097) | 2007 WB34              | 4 novembre 2007       | Spacewatch        |
| (418098) | 2007 WC58              | 19 novembre 2007      | Mt. Lemmon Survey |
| (418099) | 2007 WS60              | 9 février 2005        | Spacewatch        |
| (418100) | 2007 WZ61              | 17 novembre 2007      | Spacewatch        |

### 418101-418200
| Nom      | Désignation provisoire | Date de la découverte | Découvreur           |
| -------- | ---------------------- | --------------------- | -------------------- |
| (418101) | 2007 WG63              | 20 novembre 2007      | LINEAR               |
| (418102) | 2007 XZ3               | 3 décembre 2007       | Spacewatch           |
| (418103) | 2007 XB12              | 4 décembre 2007       | Spacewatch           |
| (418104) | 2007 XP16              | 7 novembre 2007       | Spacewatch           |
| (418105) | 2007 XJ25              | 15 décembre 2007      | OAM                  |
| (418106) | 2007 XV27              | 14 décembre 2007      | CSS                  |
| (418107) | 2007 XC43              | 5 décembre 2007       | Spacewatch           |
| (418108) | 2007 XS50              | 6 décembre 2007       | Mt. Lemmon Survey    |
| (418109) | 2007 XV56              | 4 décembre 2007       | Spacewatch           |
| (418110) | 2007 XY58              | 14 décembre 2007      | Mt. Lemmon Survey    |
| (418111) | 2007 YD2               | 18 décembre 2007      | CSS                  |
| (418112) | 2007 YU4               | 16 décembre 2007      | Spacewatch           |
| (418113) | 2007 YN11              | 17 décembre 2007      | Mt. Lemmon Survey    |
| (418114) | 2007 YT12              | 17 décembre 2007      | Mt. Lemmon Survey    |
| (418115) | 2007 YA13              | 17 décembre 2007      | Mt. Lemmon Survey    |
| (418116) | 2007 YU16              | 4 décembre 2007       | Spacewatch           |
| (418117) | 2007 YJ31              | 28 décembre 2007      | Spacewatch           |
| (418118) | 2007 YM32              | 28 décembre 2007      | Spacewatch           |
| (418119) | 2007 YN35              | 18 novembre 2007      | Mt. Lemmon Survey    |
| (418120) | 2007 YO37              | 17 décembre 2007      | Spacewatch           |
| (418121) | 2007 YH40              | 30 décembre 2007      | Spacewatch           |
| (418122) | 2007 YQ42              | 30 décembre 2007      | CSS                  |
| (418123) | 2007 YY47              | 15 décembre 2007      | Spacewatch           |
| (418124) | 2007 YD58              | 14 décembre 2007      | Mt. Lemmon Survey    |
| (418125) | 2007 YW61              | 31 décembre 2007      | Mt. Lemmon Survey    |
| (418126) | 2007 YD64              | 30 décembre 2007      | Mt. Lemmon Survey    |
| (418127) | 2007 YK64              | 16 décembre 2007      | Spacewatch           |
| (418128) | 2007 YY64              | 30 décembre 2007      | Mt. Lemmon Survey    |
| (418129) | 2007 YE69              | 27 octobre 2003       | Spacewatch           |
| (418130) | 2007 YO73              | 30 décembre 2007      | Mt. Lemmon Survey    |
| (418131) | 2008 AR9               | 31 décembre 2007      | Spacewatch           |
| (418132) | 2008 AY13              | 10 janvier 2008       | Mt. Lemmon Survey    |
| (418133) | 2008 AN25              | 10 janvier 2008       | Mt. Lemmon Survey    |
| (418134) | 2008 AB27              | 30 décembre 2007      | Mt. Lemmon Survey    |
| (418135) | 2008 AG33              | 12 janvier 2008       | Mt. Lemmon Survey    |
| (418136) | 2008 AN35              | 10 janvier 2008       | Spacewatch           |
| (418137) | 2008 AY35              | 10 janvier 2008       | Spacewatch           |
| (418138) | 2008 AK43              | 10 mars 2005          | Spacewatch           |
| (418139) | 2008 AC44              | 10 janvier 2008       | Spacewatch           |
| (418140) | 2008 AG50              | 1er janvier 2008      | Spacewatch           |
| (418141) | 2008 AR52              | 4 novembre 2007       | Mt. Lemmon Survey    |
| (418142) | 2008 AF59              | 11 janvier 2008       | Spacewatch           |
| (418143) | 2008 AJ59              | 30 décembre 2007      | Mt. Lemmon Survey    |
| (418144) | 2008 AA60              | 11 janvier 2008       | CSS                  |
| (418145) | 2008 AA65              | 11 janvier 2008       | Mt. Lemmon Survey    |
| (418146) | 2008 AT67              | 11 janvier 2008       | Spacewatch           |
| (418147) | 2008 AF72              | 31 décembre 2007      | Spacewatch           |
| (418148) | 2008 AK78              | 31 décembre 2007      | Mt. Lemmon Survey    |
| (418149) | 2008 AR79              | 31 décembre 2007      | Spacewatch           |
| (418150) | 2008 AL84              | 14 décembre 2007      | Mt. Lemmon Survey    |
| (418151) | 2008 AV85              | 13 janvier 2008       | Spacewatch           |
| (418152) | 2008 AS86              | 11 janvier 2008       | Spacewatch           |
| (418153) | 2008 AR90              | 13 janvier 2008       | Spacewatch           |
| (418154) | 2008 AZ90              | 13 janvier 2008       | Spacewatch           |
| (418155) | 2008 AS94              | 14 janvier 2008       | Spacewatch           |
| (418156) | 2008 AW97              | 14 janvier 2008       | Spacewatch           |
| (418157) | 2008 AH98              | 1er janvier 2008      | Spacewatch           |
| (418158) | 2008 AR101             | 3 décembre 2007       | Spacewatch           |
| (418159) | 2008 AB106             | 31 décembre 2007      | Spacewatch           |
| (418160) | 2008 AK107             | 15 janvier 2008       | Spacewatch           |
| (418161) | 2008 AU107             | 15 janvier 2008       | Spacewatch           |
| (418162) | 2008 AY111             | 15 janvier 2008       | Spacewatch           |
| (418163) | 2008 AR113             | 11 avril 2005         | Mt. Lemmon Survey    |
| (418164) | 2008 AK115             | 10 janvier 2008       | Mt. Lemmon Survey    |
| (418165) | 2008 AW133             | 6 janvier 2008        | Mauna Kea            |
| (418166) | 2008 AY137             | 11 janvier 2008       | Mt. Lemmon Survey    |
| (418167) | 2008 BA3               | 16 janvier 2008       | Spacewatch           |
| (418168) | 2008 BA4               | 16 janvier 2008       | Spacewatch           |
| (418169) | 2008 BF4               | 16 janvier 2008       | Spacewatch           |
| (418170) | 2008 BD12              | 18 janvier 2008       | Spacewatch           |
| (418171) | 2008 BD21              | 30 janvier 2008       | Mt. Lemmon Survey    |
| (418172) | 2008 BQ21              | 30 janvier 2008       | Mt. Lemmon Survey    |
| (418173) | 2008 BY21              | 30 janvier 2008       | Spacewatch           |
| (418174) | 2008 BU22              | 19 novembre 2007      | Spacewatch           |
| (418175) | 2008 BW27              | 30 janvier 2008       | CSS                  |
| (418176) | 2008 BU30              | 10 janvier 2008       | Spacewatch           |
| (418177) | 2008 BX31              | 30 janvier 2008       | Mt. Lemmon Survey    |
| (418178) | 2008 BQ33              | 30 janvier 2008       | Spacewatch           |
| (418179) | 2008 BP34              | 5 décembre 2007       | Mt. Lemmon Survey    |
| (418180) | 2008 BU34              | 30 janvier 2008       | Mt. Lemmon Survey    |
| (418181) | 2008 BD46              | 30 janvier 2008       | Mt. Lemmon Survey    |
| (418182) | 2008 BK51              | 16 janvier 2008       | Spacewatch           |
| (418183) | 2008 CC2               | 3 février 2008        | Lowe, A.             |
| (418184) | 2008 CU4               | 2 février 2008        | CSS                  |
| (418185) | 2008 CP5               | 8 novembre 2007       | Mt. Lemmon Survey    |
| (418186) | 2008 CE8               | 11 janvier 2008       | Mt. Lemmon Survey    |
| (418187) | 2008 CH8               | 2 février 2008        | Spacewatch           |
| (418188) | 2008 CS12              | 3 février 2008        | Spacewatch           |
| (418189) | 2008 CN16              | 3 février 2008        | Spacewatch           |
| (418190) | 2008 CO24              | 1er février 2008      | Spacewatch           |
| (418191) | 2008 CF25              | 1er février 2008      | Spacewatch           |
| (418192) | 2008 CH28              | 16 janvier 2008       | Spacewatch           |
| (418193) | 2008 CV32              | 2 février 2008        | Spacewatch           |
| (418194) | 2008 CX41              | 9 janvier 2008        | Mt. Lemmon Survey    |
| (418195) | 2008 CR43              | 2 février 2008        | Spacewatch           |
| (418196) | 2008 CB56              | 29 décembre 2003      | Spacewatch           |
| (418197) | 2008 CG59              | 7 février 2008        | Mt. Lemmon Survey    |
| (418198) | 2008 CN70              | 9 février 2008        | Siding Spring Survey |
| (418199) | 2008 CY77              | 1er février 2008      | Spacewatch           |
| (418200) | 2008 CB80              | 7 février 2008        | Spacewatch           |

### 418201-418300
| Nom               | Désignation provisoire | Date de la découverte | Découvreur               |
| ----------------- | ---------------------- | --------------------- | ------------------------ |
| (418201)          | 2008 CZ88              | 7 février 2008        | Mt. Lemmon Survey        |
| (418202)          | 2008 CW92              | 8 février 2008        | Spacewatch               |
| (418203)          | 2008 CD102             | 21 août 2006          | Spacewatch               |
| (418204)          | 2008 CE110             | 9 février 2008        | Spacewatch               |
| (418205)          | 2008 CF122             | 13 janvier 2008       | Spacewatch               |
| (418206)          | 2008 CQ127             | 8 février 2008        | Spacewatch               |
| (418207)          | 2008 CY128             | 23 octobre 2003       | Spacewatch               |
| (418208)          | 2008 CX129             | 8 février 2008        | Spacewatch               |
| (418209)          | 2008 CU139             | 1er février 2008      | Spacewatch               |
| (418210)          | 2008 CN147             | 9 février 2008        | Spacewatch               |
| (418211)          | 2008 CF154             | 9 février 2008        | Spacewatch               |
| (418212)          | 2008 CG158             | 9 février 2008        | Spacewatch               |
| (418213)          | 2008 CB159             | 13 novembre 2007      | Mt. Lemmon Survey        |
| (418214)          | 2008 CT159             | 9 février 2008        | Spacewatch               |
| (418215)          | 2008 CS160             | 28 juin 2001          | Spacewatch               |
| (418216)          | 2008 CQ164             | 10 février 2008       | Spacewatch               |
| (418217)          | 2008 CO166             | 10 février 2008       | Crni Vrh                 |
| (418218)          | 2008 CB170             | 11 janvier 2008       | Mt. Lemmon Survey        |
| (418219)          | 2008 CY170             | 12 février 2008       | Mt. Lemmon Survey        |
| (418220) Kestutis | 2008 CL177             | 3 février 2008        | Baldone                  |
| (418221)          | 2008 CY181             | 11 février 2008       | Mt. Lemmon Survey        |
| (418222)          | 2008 CY186             | 2 février 2008        | CSS                      |
| (418223)          | 2008 CN194             | 11 février 2008       | Mt. Lemmon Survey        |
| (418224)          | 2008 CY196             | 8 février 2008        | Spacewatch               |
| (418225)          | 2008 CJ203             | 10 février 2008       | Mt. Lemmon Survey        |
| (418226)          | 2008 CK203             | 11 décembre 2006      | Spacewatch               |
| (418227)          | 2008 CC204             | 14 février 2008       | Mt. Lemmon Survey        |
| (418228)          | 2008 CM207             | 13 février 2008       | Mt. Lemmon Survey        |
| (418229)          | 2008 CD208             | 8 février 2008        | Spacewatch               |
| (418230)          | 2008 CJ208             | 10 février 2008       | Mt. Lemmon Survey        |
| (418231)          | 2008 CR208             | 13 février 2008       | Mt. Lemmon Survey        |
| (418232)          | 2008 CA209             | 28 septembre 2003     | Spacewatch               |
| (418233)          | 2008 DV                | 26 février 2008       | Mt. Lemmon Survey        |
| (418234)          | 2008 DW9               | 26 février 2008       | Spacewatch               |
| (418235)          | 2008 DA20              | 28 février 2008       | Spacewatch               |
| (418236)          | 2008 DS26              | 27 février 2008       | CSS                      |
| (418237)          | 2008 DG30              | 26 février 2008       | Mt. Lemmon Survey        |
| (418238)          | 2008 DR30              | 27 février 2008       | Spacewatch               |
| (418239)          | 2008 DW31              | 11 janvier 2008       | Mt. Lemmon Survey        |
| (418240)          | 2008 DY36              | 27 février 2008       | CSS                      |
| (418241)          | 2008 DH40              | 27 février 2008       | Spacewatch               |
| (418242)          | 2008 DO40              | 27 février 2008       | Spacewatch               |
| (418243)          | 2008 DF47              | 28 février 2008       | Spacewatch               |
| (418244)          | 2008 DN56              | 26 février 2008       | LINEAR                   |
| (418245)          | 2008 DZ57              | 28 février 2008       | CSS                      |
| (418246)          | 2008 DO61              | 28 février 2008       | Mt. Lemmon Survey        |
| (418247)          | 2008 DT64              | 28 février 2008       | Mt. Lemmon Survey        |
| (418248)          | 2008 DL67              | 29 février 2008       | Spacewatch               |
| (418249)          | 2008 DO72              | 12 février 2008       | Spacewatch               |
| (418250)          | 2008 DM77              | 28 février 2008       | Mt. Lemmon Survey        |
| (418251)          | 2008 DS80              | 18 février 2008       | Mt. Lemmon Survey        |
| (418252)          | 2008 DH82              | 2 février 2008        | Mt. Lemmon Survey        |
| (418253)          | 2008 DU82              | 28 février 2008       | Spacewatch               |
| (418254)          | 2008 DM85              | 28 février 2008       | Spacewatch               |
| (418255)          | 2008 DF88              | 18 février 2008       | Mt. Lemmon Survey        |
| (418256)          | 2008 DE89              | 28 février 2008       | Spacewatch               |
| (418257)          | 2008 EG6               | 3 mars 2008           | CSS                      |
| (418258)          | 2008 EF7               | 4 mars 2008           | Spacewatch               |
| (418259)          | 2008 EF12              | 1er mars 2008         | Spacewatch               |
| (418260)          | 2008 EG12              | 2 février 2008        | Mt. Lemmon Survey        |
| (418261)          | 2008 EL14              | 1er mars 2008         | Spacewatch               |
| (418262)          | 2008 EO24              | 3 mars 2008           | Mt. Lemmon Survey        |
| (418263)          | 2008 EA29              | 4 mars 2008           | Mt. Lemmon Survey        |
| (418264)          | 2008 EW29              | 4 mars 2008           | PMO NEO Survey Program   |
| (418265)          | 2008 EA32              | 10 mars 2008          | CSS                      |
| (418266)          | 2008 EH33              | 1er mars 2008         | Spacewatch               |
| (418267)          | 2008 ES38              | 1er mars 2008         | Spacewatch               |
| (418268)          | 2008 EO44              | 5 mars 2008           | Spacewatch               |
| (418269)          | 2008 EM46              | 5 mars 2008           | Mt. Lemmon Survey        |
| (418270)          | 2008 EO47              | 5 mars 2008           | Mt. Lemmon Survey        |
| (418271)          | 2008 EW52              | 6 mars 2008           | Spacewatch               |
| (418272)          | 2008 ES58              | 2 février 2008        | Mt. Lemmon Survey        |
| (418273)          | 2008 EE80              | 9 mars 2008           | Spacewatch               |
| (418274)          | 2008 EB82              | 2 février 2008        | Mt. Lemmon Survey        |
| (418275)          | 2008 ED86              | 18 février 2008       | Mt. Lemmon Survey        |
| (418276)          | 2008 EJ90              | 2 mars 2008           | Spacewatch               |
| (418277)          | 2008 EW96              | 7 mars 2008           | Mt. Lemmon Survey        |
| (418278)          | 2008 EQ107             | 12 janvier 2008       | Spacewatch               |
| (418279)          | 2008 EL111             | 8 mars 2008           | Spacewatch               |
| (418280)          | 2008 EX111             | 29 août 2006          | Spacewatch               |
| (418281)          | 2008 EC113             | 8 mars 2008           | Spacewatch               |
| (418282)          | 2008 EQ120             | 9 mars 2008           | Spacewatch               |
| (418283)          | 2008 EA131             | 11 mars 2008          | Spacewatch               |
| (418284)          | 2008 ED132             | 11 mars 2008          | Spacewatch               |
| (418285)          | 2008 EC137             | 11 mars 2008          | Spacewatch               |
| (418286)          | 2008 EX139             | 28 février 2008       | Spacewatch               |
| (418287)          | 2008 EC153             | 11 mars 2008          | Mt. Lemmon Survey        |
| (418288)          | 2008 EU155             | 15 mars 2008          | Mt. Lemmon Survey        |
| (418289)          | 2008 EH158             | 7 mars 2008           | Spacewatch               |
| (418290)          | 2008 EN161             | 8 mars 2008           | Mt. Lemmon Survey        |
| (418291)          | 2008 EY161             | 10 mars 2008          | Spacewatch               |
| (418292)          | 2008 EN166             | 19 septembre 2001     | Sloan Digital Sky Survey |
| (418293)          | 2008 FF                | 25 mars 2008          | Spacewatch               |
| (418294)          | 2008 FS8               | 10 février 2008       | Spacewatch               |
| (418295)          | 2008 FA11              | 20 octobre 2006       | Spacewatch               |
| (418296)          | 2008 FA25              | 12 mars 2008          | Mt. Lemmon Survey        |
| (418297)          | 2008 FU28              | 7 février 2008        | Spacewatch               |
| (418298)          | 2008 FZ28              | 28 mars 2008          | Spacewatch               |
| (418299)          | 2008 FD37              | 13 février 2008       | Mt. Lemmon Survey        |
| (418300)          | 2008 FT38              | 28 mars 2008          | Spacewatch               |

### 418301-418400
| Nom      | Désignation provisoire | Date de la découverte | Découvreur               |
| -------- | ---------------------- | --------------------- | ------------------------ |
| (418301) | 2008 FJ40              | 28 mars 2008          | Spacewatch               |
| (418302) | 2008 FO40              | 13 mars 2008          | Spacewatch               |
| (418303) | 2008 FS42              | 27 février 2008       | Spacewatch               |
| (418304) | 2008 FU49              | 12 mars 2008          | Spacewatch               |
| (418305) | 2008 FU51              | 28 mars 2008          | Mt. Lemmon Survey        |
| (418306) | 2008 FK53              | 28 mars 2008          | Mt. Lemmon Survey        |
| (418307) | 2008 FV53              | 28 mars 2008          | Mt. Lemmon Survey        |
| (418308) | 2008 FL56              | 12 mars 2008          | Mt. Lemmon Survey        |
| (418309) | 2008 FJ57              | 31 août 2005          | NEAT                     |
| (418310) | 2008 FR66              | 28 mars 2008          | Spacewatch               |
| (418311) | 2008 FN70              | 28 mars 2008          | Spacewatch               |
| (418312) | 2008 FF88              | 28 mars 2008          | Spacewatch               |
| (418313) | 2008 FN96              | 29 mars 2008          | Spacewatch               |
| (418314) | 2008 FO97              | 27 février 2008       | Mt. Lemmon Survey        |
| (418315) | 2008 FY98              | 30 mars 2008          | Spacewatch               |
| (418316) | 2008 FN99              | 30 mars 2008          | Spacewatch               |
| (418317) | 2008 FO99              | 30 mars 2008          | Spacewatch               |
| (418318) | 2008 FZ101             | 19 mai 2004           | Spacewatch               |
| (418319) | 2008 FB104             | 30 mars 2008          | Spacewatch               |
| (418320) | 2008 FR104             | 30 mars 2008          | Spacewatch               |
| (418321) | 2008 FS111             | 31 mars 2008          | Spacewatch               |
| (418322) | 2008 FW116             | 12 novembre 2006      | Mt. Lemmon Survey        |
| (418323) | 2008 FP118             | 31 mars 2008          | Mt. Lemmon Survey        |
| (418324) | 2008 FU124             | 30 mars 2008          | Spacewatch               |
| (418325) | 2008 FD127             | 31 mars 2008          | Mt. Lemmon Survey        |
| (418326) | 2008 FO128             | 28 mars 2008          | Mt. Lemmon Survey        |
| (418327) | 2008 FP128             | 28 mars 2008          | Mt. Lemmon Survey        |
| (418328) | 2008 FZ134             | 30 mars 2008          | Spacewatch               |
| (418329) | 2008 GC3               | 7 avril 2008          | CSS                      |
| (418330) | 2008 GF4               | 7 avril 2008          | Tozzi, F.                |
| (418331) | 2008 GH6               | 10 mars 2008          | Mt. Lemmon Survey        |
| (418332) | 2008 GE7               | 1er avril 2008        | Spacewatch               |
| (418333) | 2008 GH7               | 1er avril 2008        | Spacewatch               |
| (418334) | 2008 GQ7               | 1er avril 2008        | Spacewatch               |
| (418335) | 2008 GK9               | 1er avril 2008        | Spacewatch               |
| (418336) | 2008 GZ13              | 3 avril 2008          | Mt. Lemmon Survey        |
| (418337) | 2008 GS16              | 3 avril 2008          | Mt. Lemmon Survey        |
| (418338) | 2008 GD21              | 1er avril 2008        | Mt. Lemmon Survey        |
| (418339) | 2008 GL21              | 4 avril 2008          | Dillon, W. G.            |
| (418340) | 2008 GZ34              | 3 avril 2008          | Mt. Lemmon Survey        |
| (418341) | 2008 GR35              | 30 mars 2008          | Spacewatch               |
| (418342) | 2008 GF37              | 3 avril 2008          | Spacewatch               |
| (418343) | 2008 GG46              | 21 septembre 2001     | Sloan Digital Sky Survey |
| (418344) | 2008 GJ48              | 5 avril 2008          | Spacewatch               |
| (418345) | 2008 GB61              | 5 avril 2008          | Mt. Lemmon Survey        |
| (418346) | 2008 GX62              | 5 avril 2008          | Spacewatch               |
| (418347) | 2008 GN69              | 6 avril 2008          | Mt. Lemmon Survey        |
| (418348) | 2008 GL76              | 7 avril 2008          | Mt. Lemmon Survey        |
| (418349) | 2008 GM81              | 5 mars 2008           | Mt. Lemmon Survey        |
| (418350) | 2008 GB88              | 6 avril 2008          | Spacewatch               |
| (418351) | 2008 GL90              | 6 avril 2008          | Mt. Lemmon Survey        |
| (418352) | 2008 GC93              | 8 mars 2008           | LINEAR                   |
| (418353) | 2008 GC97              | 24 septembre 2005     | Spacewatch               |
| (418354) | 2008 GD97              | 4 avril 2008          | Spacewatch               |
| (418355) | 2008 GM98              | 4 mars 2008           | Mt. Lemmon Survey        |
| (418356) | 2008 GV100             | 28 mars 2008          | Mt. Lemmon Survey        |
| (418357) | 2008 GX100             | 9 avril 2008          | Spacewatch               |
| (418358) | 2008 GA102             | 6 avril 2008          | Spacewatch               |
| (418359) | 2008 GL104             | 28 mars 2008          | Spacewatch               |
| (418360) | 2008 GT107             | 12 avril 2008         | Spacewatch               |
| (418361) | 2008 GQ111             | 8 avril 2008          | LINEAR                   |
| (418362) | 2008 GP115             | 15 mars 2008          | Spacewatch               |
| (418363) | 2008 GV117             | 11 avril 2008         | CSS                      |
| (418364) | 2008 GY117             | 11 avril 2008         | Mt. Lemmon Survey        |
| (418365) | 2008 GT119             | 3 avril 2008          | Mt. Lemmon Survey        |
| (418366) | 2008 GD123             | 30 mars 2008          | Spacewatch               |
| (418367) | 2008 GB127             | 14 avril 2008         | Mt. Lemmon Survey        |
| (418368) | 2008 GL127             | 14 avril 2008         | Mt. Lemmon Survey        |
| (418369) | 2008 GO132             | 13 avril 2008         | Mt. Lemmon Survey        |
| (418370) | 2008 GJ133             | 3 avril 2008          | Spacewatch               |
| (418371) | 2008 GU133             | 11 avril 2008         | LINEAR                   |
| (418372) | 2008 GB138             | 28 février 2008       | Spacewatch               |
| (418373) | 2008 GX138             | 6 avril 2008          | Spacewatch               |
| (418374) | 2008 GM141             | 14 avril 2008         | Mt. Lemmon Survey        |
| (418375) | 2008 GA145             | 20 décembre 2007      | Spacewatch               |
| (418376) | 2008 GG146             | 14 avril 2008         | Mt. Lemmon Survey        |
| (418377) | 2008 HA5               | 6 mars 2008           | Spacewatch               |
| (418378) | 2008 HC5               | 24 avril 2008         | Spacewatch               |
| (418379) | 2008 HK6               | 24 avril 2008         | Spacewatch               |
| (418380) | 2008 HF9               | 24 avril 2008         | Spacewatch               |
| (418381) | 2008 HX15              | 25 avril 2008         | Spacewatch               |
| (418382) | 2008 HE16              | 25 avril 2008         | Spacewatch               |
| (418383) | 2008 HM17              | 26 avril 2008         | Spacewatch               |
| (418384) | 2008 HJ21              | 15 mars 2008          | Mt. Lemmon Survey        |
| (418385) | 2008 HQ22              | 15 avril 2008         | Mt. Lemmon Survey        |
| (418386) | 2008 HK29              | 28 avril 2008         | Mt. Lemmon Survey        |
| (418387) | 2008 HL34              | 27 avril 2008         | Spacewatch               |
| (418388) | 2008 HE45              | 28 avril 2008         | Spacewatch               |
| (418389) | 2008 HH57              | 30 avril 2008         | Spacewatch               |
| (418390) | 2008 HV57              | 30 avril 2008         | Spacewatch               |
| (418391) | 2008 HP60              | 28 avril 2008         | Mt. Lemmon Survey        |
| (418392) | 2008 HT66              | 16 avril 2008         | Mt. Lemmon Survey        |
| (418393) | 2008 HG67              | 28 avril 2008         | Spacewatch               |
| (418394) | 2008 HO69              | 29 avril 2008         | Mt. Lemmon Survey        |
| (418395) | 2008 HG70              | 16 avril 2008         | Mt. Lemmon Survey        |
| (418396) | 2008 JL4               | 1er mai 2008          | Spacewatch               |
| (418397) | 2008 JS4               | 2 mai 2008            | CSS                      |
| (418398) | 2008 JJ21              | 7 avril 2008          | CSS                      |
| (418399) | 2008 JT22              | 7 mai 2008            | Spacewatch               |
| (418400) | 2008 JL27              | 8 mai 2008            | Spacewatch               |

### 418401-418500
| Nom              | Désignation provisoire | Date de la découverte | Découvreur            |
| ---------------- | ---------------------- | --------------------- | --------------------- |
| (418401)         | 2008 JP32              | 29 avril 2008         | Spacewatch            |
| (418402)         | 2008 KH7               | 26 mai 2008           | Spacewatch            |
| (418403)         | 2008 KD12              | 12 mai 2008           | Siding Spring Survey  |
| (418404)         | 2008 KX16              | 1er mai 2008          | Spacewatch            |
| (418405)         | 2008 KB18              | 28 mai 2008           | Spacewatch            |
| (418406)         | 2008 KF18              | 16 avril 2008         | Mt. Lemmon Survey     |
| (418407)         | 2008 KG21              | 28 mai 2008           | Spacewatch            |
| (418408)         | 2008 KD29              | 14 avril 2008         | Mt. Lemmon Survey     |
| (418409)         | 2008 KC31              | 29 mai 2008           | Spacewatch            |
| (418410)         | 2008 LL                | 2 juin 2008           | Mt. Lemmon Survey     |
| (418411)         | 2008 LH3               | 1er juin 2008         | Spacewatch            |
| (418412)         | 2008 LP5               | 28 mai 2008           | Spacewatch            |
| (418413)         | 2008 LU8               | 4 avril 2008          | Spacewatch            |
| (418414)         | 2008 LH10              | 3 mai 2008            | Mt. Lemmon Survey     |
| (418415)         | 2008 LV10              | 3 mai 2008            | Mt. Lemmon Survey     |
| (418416)         | 2008 LV16              | 15 juin 2008          | CSS                   |
| (418417)         | 2008 LV17              | 4 juin 2008           | Spacewatch            |
| (418418)         | 2008 LW17              | 6 juin 2008           | Spacewatch            |
| (418419) Lacanto | 2008 MT1               | 28 juin 2008          | Ory, M.               |
| (418420)         | 2008 MK5               | 27 juin 2008          | Siding Spring Survey  |
| (418421)         | 2008 NB4               | 11 juillet 2008       | Siding Spring Survey  |
| (418422)         | 2008 NA5               | 10 juillet 2008       | Siding Spring Survey  |
| (418423)         | 2008 NK5               | 1er juillet 2008      | CSS                   |
| (418424)         | 2008 NM5               | 8 juillet 2008        | Mt. Lemmon Survey     |
| (418425)         | 2008 OR                | 25 juillet 2008       | Ferrando, R.          |
| (418426)         | 2008 OQ3               | 25 juillet 2008       | Siding Spring Survey  |
| (418427)         | 2008 OM7               | 29 juillet 2008       | Mt. Lemmon Survey     |
| (418428)         | 2008 OF11              | 31 juillet 2008       | OAM                   |
| (418429)         | 2008 OC17              | 29 juillet 2008       | Spacewatch            |
| (418430)         | 2008 OP22              | 29 juillet 2008       | Spacewatch            |
| (418431)         | 2008 OO24              | 30 juillet 2008       | Spacewatch            |
| (418432)         | 2008 OF25              | 30 juillet 2008       | CSS                   |
| (418433)         | 2008 PV                | 11 mars 2003          | NEAT                  |
| (418434)         | 2008 PX2               | 3 août 2008           | Kugel, F.             |
| (418435)         | 2008 PE9               | 6 février 2002        | Spacewatch            |
| (418436)         | 2008 PG10              | 5 août 2008           | OAM                   |
| (418437)         | 2008 PX10              | 30 juillet 2008       | CSS                   |
| (418438)         | 2008 PX21              | 6 août 2008           | Siding Spring Survey  |
| (418439)         | 2008 QH5               | 22 août 2008          | Spacewatch            |
| (418440)         | 2008 QM5               | 22 août 2008          | Spacewatch            |
| (418441)         | 2008 QS8               | 25 août 2008          | OAM                   |
| (418442)         | 2008 QF11              | 22 août 2008          | Spacewatch            |
| (418443)         | 2008 QC18              | 28 août 2008          | OAM                   |
| (418444)         | 2008 QM23              | 29 août 2008          | Schwab, E., Kling, R. |
| (418445)         | 2008 QN26              | 22 septembre 2003     | LONEOS                |
| (418446)         | 2008 QA34              | 29 août 2008          | OAM                   |
| (418447)         | 2008 QW43              | 23 août 2008          | Siding Spring Survey  |
| (418448)         | 2008 QN45              | 30 août 2008          | LINEAR                |
| (418449)         | 2008 QR46              | 26 août 2008          | LINEAR                |
| (418450)         | 2008 QN47              | 23 août 2008          | Spacewatch            |
| (418451)         | 2008 QY47              | 24 août 2008          | Spacewatch            |
| (418452)         | 2008 RN5               | 2 septembre 2008      | Spacewatch            |
| (418453)         | 2008 RS5               | 2 septembre 2008      | Spacewatch            |
| (418454)         | 2008 RL9               | 3 septembre 2008      | Spacewatch            |
| (418455)         | 2008 RB15              | 24 août 2008          | Spacewatch            |
| (418456)         | 2008 RK24              | 5 septembre 2008      | LINEAR                |
| (418457)         | 2008 RK28              | 2 septembre 2008      | Spacewatch            |
| (418458)         | 2008 RY32              | 2 septembre 2008      | Spacewatch            |
| (418459)         | 2008 RP37              | 2 septembre 2008      | Spacewatch            |
| (418460)         | 2008 RA40              | 2 septembre 2008      | Spacewatch            |
| (418461)         | 2008 RR40              | 2 septembre 2008      | Spacewatch            |
| (418462)         | 2008 RU41              | 2 septembre 2008      | Spacewatch            |
| (418463)         | 2008 RR42              | 2 septembre 2008      | Spacewatch            |
| (418464)         | 2008 RX46              | 2 septembre 2008      | Spacewatch            |
| (418465)         | 2008 RD49              | 21 septembre 2003     | Spacewatch            |
| (418466)         | 2008 RT52              | 29 juillet 2008       | Mt. Lemmon Survey     |
| (418467)         | 2008 RM54              | 3 septembre 2008      | Spacewatch            |
| (418468)         | 2008 RT56              | 3 septembre 2008      | Spacewatch            |
| (418469)         | 2008 RD64              | 4 septembre 2008      | Spacewatch            |
| (418470)         | 2008 RV85              | 5 septembre 2008      | Spacewatch            |
| (418471)         | 2008 RY85              | 5 septembre 2008      | Spacewatch            |
| (418472)         | 2008 RT87              | 5 septembre 2008      | Spacewatch            |
| (418473)         | 2008 RZ87              | 5 septembre 2008      | Spacewatch            |
| (418474)         | 2008 RA88              | 5 septembre 2008      | Spacewatch            |
| (418475)         | 2008 RQ92              | 6 septembre 2008      | Spacewatch            |
| (418476)         | 2008 RZ92              | 6 septembre 2008      | Spacewatch            |
| (418477)         | 2008 RW93              | 6 septembre 2008      | Spacewatch            |
| (418478)         | 2008 RG96              | 30 juillet 2008       | Spacewatch            |
| (418479)         | 2008 RQ96              | 7 septembre 2008      | Mt. Lemmon Survey     |
| (418480)         | 2008 RH102             | 3 septembre 2008      | Spacewatch            |
| (418481)         | 2008 RF104             | 5 septembre 2008      | Spacewatch            |
| (418482)         | 2008 RN104             | 6 septembre 2008      | Mt. Lemmon Survey     |
| (418483)         | 2008 RQ104             | 6 septembre 2008      | Spacewatch            |
| (418484)         | 2008 RF106             | 6 septembre 2008      | Siding Spring Survey  |
| (418485)         | 2008 RT106             | 7 septembre 2008      | Mt. Lemmon Survey     |
| (418486)         | 2008 RJ111             | 4 septembre 2008      | Spacewatch            |
| (418487)         | 2008 RT112             | 5 septembre 2008      | Spacewatch            |
| (418488)         | 2008 RM114             | 6 septembre 2008      | Mt. Lemmon Survey     |
| (418489)         | 2008 RA117             | 7 septembre 2008      | Mt. Lemmon Survey     |
| (418490)         | 2008 RG118             | 9 septembre 2008      | Mt. Lemmon Survey     |
| (418491)         | 2008 RG122             | 3 septembre 2008      | Spacewatch            |
| (418492)         | 2008 RG124             | 6 septembre 2008      | Spacewatch            |
| (418493)         | 2008 RV129             | 8 septembre 2008      | Spacewatch            |
| (418494)         | 2008 RB131             | 7 septembre 2008      | Mt. Lemmon Survey     |
| (418495)         | 2008 RF135             | 2 septembre 2008      | Spacewatch            |
| (418496)         | 2008 RG140             | 8 septembre 2008      | Bickel, W.            |
| (418497)         | 2008 RH141             | 31 janvier 2006       | Spacewatch            |
| (418498)         | 2008 RR143             | 6 septembre 2008      | Spacewatch            |
| (418499)         | 2008 RZ144             | 5 septembre 2008      | Spacewatch            |
| (418500)         | 2008 RD145             | 6 septembre 2008      | Spacewatch            |

### 418501-418600
| Nom              | Désignation provisoire | Date de la découverte | Découvreur               |
| ---------------- | ---------------------- | --------------------- | ------------------------ |
| (418501)         | 2008 RF146             | 6 septembre 2008      | Mt. Lemmon Survey        |
| (418502)         | 2008 RK146             | 6 septembre 2008      | Spacewatch               |
| (418503)         | 2008 RL146             | 7 septembre 2008      | Mt. Lemmon Survey        |
| (418504)         | 2008 SA3               | 19 septembre 2008     | LINEAR                   |
| (418505)         | 2008 SZ4               | 7 septembre 2008      | CSS                      |
| (418506)         | 2008 SA6               | 22 septembre 2008     | LINEAR                   |
| (418507)         | 2008 SH21              | 21 août 2008          | Spacewatch               |
| (418508)         | 2008 SY26              | 19 septembre 2008     | Spacewatch               |
| (418509)         | 2008 SA35              | 20 septembre 2008     | Spacewatch               |
| (418510)         | 2008 SD35              | 6 septembre 2008      | Mt. Lemmon Survey        |
| (418511)         | 2008 SR38              | 20 septembre 2008     | Spacewatch               |
| (418512)         | 2008 SN39              | 20 septembre 2008     | Spacewatch               |
| (418513)         | 2008 SS39              | 20 septembre 2008     | Spacewatch               |
| (418514)         | 2008 ST40              | 20 septembre 2008     | CSS                      |
| (418515)         | 2008 SB45              | 6 septembre 2008      | Mt. Lemmon Survey        |
| (418516)         | 2008 SL53              | 9 mars 2005           | Mt. Lemmon Survey        |
| (418517)         | 2008 SL56              | 6 septembre 2008      | Mt. Lemmon Survey        |
| (418518)         | 2008 SU56              | 5 octobre 2002        | Sloan Digital Sky Survey |
| (418519)         | 2008 SX57              | 20 septembre 2008     | Spacewatch               |
| (418520)         | 2008 ST59              | 20 septembre 2008     | Spacewatch               |
| (418521)         | 2008 SX59              | 20 septembre 2008     | CSS                      |
| (418522)         | 2008 SA61              | 20 septembre 2008     | CSS                      |
| (418523)         | 2008 SO62              | 21 septembre 2008     | Spacewatch               |
| (418524)         | 2008 SS63              | 21 septembre 2008     | Spacewatch               |
| (418525)         | 2008 SH64              | 9 septembre 2008      | Mt. Lemmon Survey        |
| (418526)         | 2008 SY65              | 21 septembre 2008     | Mt. Lemmon Survey        |
| (418527)         | 2008 SW71              | 22 septembre 2008     | Spacewatch               |
| (418528)         | 2008 SE72              | 22 septembre 2008     | CSS                      |
| (418529)         | 2008 SK73              | 21 septembre 2003     | Spacewatch               |
| (418530)         | 2008 SS78              | 23 septembre 2008     | Mt. Lemmon Survey        |
| (418531)         | 2008 SB84              | 29 novembre 2003      | Spacewatch               |
| (418532) Saruman | 2008 SZ84              | 27 septembre 2008     | Taunus                   |
| (418533)         | 2008 SC87              | 20 septembre 2008     | Spacewatch               |
| (418534)         | 2008 SZ87              | 20 septembre 2008     | CSS                      |
| (418535)         | 2008 SV88              | 20 septembre 2008     | CSS                      |
| (418536)         | 2008 SW90              | 21 septembre 2008     | Spacewatch               |
| (418537)         | 2008 SG92              | 21 septembre 2008     | Spacewatch               |
| (418538)         | 2008 SS98              | 21 septembre 2008     | Spacewatch               |
| (418539)         | 2008 SK101             | 21 septembre 2008     | Spacewatch               |
| (418540)         | 2008 SR102             | 21 septembre 2008     | Mt. Lemmon Survey        |
| (418541)         | 2008 SW102             | 21 septembre 2008     | Spacewatch               |
| (418542)         | 2008 SY102             | 21 septembre 2008     | Spacewatch               |
| (418543)         | 2008 SZ102             | 21 septembre 2008     | Spacewatch               |
| (418544)         | 2008 SB104             | 21 septembre 2008     | Spacewatch               |
| (418545)         | 2008 SQ107             | 9 septembre 2008      | Spacewatch               |
| (418546)         | 2008 SS107             | 22 septembre 2008     | Spacewatch               |
| (418547)         | 2008 ST107             | 22 septembre 2008     | Spacewatch               |
| (418548)         | 2008 SQ113             | 22 septembre 2008     | Spacewatch               |
| (418549)         | 2008 SO115             | 22 septembre 2008     | Spacewatch               |
| (418550)         | 2008 SF117             | 22 septembre 2008     | Mt. Lemmon Survey        |
| (418551)         | 2008 SF119             | 22 septembre 2008     | Mt. Lemmon Survey        |
| (418552)         | 2008 SJ119             | 22 septembre 2008     | Mt. Lemmon Survey        |
| (418553)         | 2008 SD121             | 22 septembre 2008     | Mt. Lemmon Survey        |
| (418554)         | 2008 SH121             | 22 septembre 2008     | Mt. Lemmon Survey        |
| (418555)         | 2008 SG122             | 6 septembre 2008      | Mt. Lemmon Survey        |
| (418556)         | 2008 SD123             | 22 septembre 2008     | Mt. Lemmon Survey        |
| (418557)         | 2008 SM123             | 22 septembre 2008     | Mt. Lemmon Survey        |
| (418558)         | 2008 SH125             | 22 septembre 2008     | Mt. Lemmon Survey        |
| (418559)         | 2008 SU130             | 22 septembre 2008     | Spacewatch               |
| (418560)         | 2008 SD139             | 5 octobre 2002        | Sloan Digital Sky Survey |
| (418561)         | 2008 SE140             | 24 septembre 2008     | CSS                      |
| (418562)         | 2008 SL140             | 24 septembre 2008     | Mt. Lemmon Survey        |
| (418563)         | 2008 SM140             | 6 septembre 2008      | Mt. Lemmon Survey        |
| (418564)         | 2008 SY144             | 25 septembre 2008     | Spacewatch               |
| (418565)         | 2008 SN150             | 24 novembre 2003      | Spacewatch               |
| (418566)         | 2008 SM154             | 22 septembre 2008     | LINEAR                   |
| (418567)         | 2008 ST154             | 22 septembre 2008     | LINEAR                   |
| (418568)         | 2008 SM156             | 23 septembre 2008     | LINEAR                   |
| (418569)         | 2008 ST157             | 24 août 2008          | Spacewatch               |
| (418570)         | 2008 SD161             | 28 septembre 2008     | LINEAR                   |
| (418571)         | 2008 SE169             | 21 septembre 2008     | Mt. Lemmon Survey        |
| (418572)         | 2008 SP172             | 22 septembre 2008     | Mt. Lemmon Survey        |
| (418573)         | 2008 SA173             | 8 septembre 2002      | NEAT                     |
| (418574)         | 2008 SU177             | 30 juillet 2008       | Mt. Lemmon Survey        |
| (418575)         | 2008 SY184             | 24 septembre 2008     | Spacewatch               |
| (418576)         | 2008 SD186             | 7 septembre 2008      | Mt. Lemmon Survey        |
| (418577)         | 2008 SJ188             | 25 septembre 2008     | Spacewatch               |
| (418578)         | 2008 SO188             | 25 septembre 2008     | Spacewatch               |
| (418579)         | 2008 SM196             | 25 septembre 2008     | Spacewatch               |
| (418580)         | 2008 SB200             | 26 septembre 2008     | Spacewatch               |
| (418581)         | 2008 SM200             | 26 septembre 2008     | Spacewatch               |
| (418582)         | 2008 SM201             | 26 septembre 2008     | Spacewatch               |
| (418583)         | 2008 SS206             | 26 septembre 2008     | Spacewatch               |
| (418584)         | 2008 SM211             | 28 septembre 2008     | Mt. Lemmon Survey        |
| (418585)         | 2008 SJ217             | 29 septembre 2008     | Mt. Lemmon Survey        |
| (418586)         | 2008 SP218             | 30 septembre 2008     | OAM                      |
| (418587)         | 2008 SL233             | 28 septembre 2008     | Mt. Lemmon Survey        |
| (418588)         | 2008 SO233             | 28 septembre 2008     | Mt. Lemmon Survey        |
| (418589)         | 2008 SB235             | 19 septembre 2008     | Spacewatch               |
| (418590)         | 2008 SM240             | 29 septembre 2008     | Spacewatch               |
| (418591)         | 2008 SS241             | 29 septembre 2008     | CSS                      |
| (418592)         | 2008 SY242             | 6 septembre 2008      | Mt. Lemmon Survey        |
| (418593)         | 2008 SY246             | 30 septembre 2008     | CSS                      |
| (418594)         | 2008 SC248             | 20 septembre 2008     | Spacewatch               |
| (418595)         | 2008 SY253             | 22 septembre 2008     | Spacewatch               |
| (418596)         | 2008 SO257             | 22 septembre 2008     | Spacewatch               |
| (418597)         | 2008 SX258             | 21 octobre 2003       | Spacewatch               |
| (418598)         | 2008 ST259             | 23 septembre 2008     | Mt. Lemmon Survey        |
| (418599)         | 2008 SC260             | 31 janvier 2006       | Spacewatch               |
| (418600)         | 2008 SA261             | 23 septembre 2008     | Spacewatch               |

### 418601-418700
| Nom           | Désignation provisoire | Date de la découverte | Découvreur        |
| ------------- | ---------------------- | --------------------- | ----------------- |
| (418601)      | 2008 SH262             | 24 septembre 2008     | Spacewatch        |
| (418602)      | 2008 SP265             | 29 septembre 2008     | Spacewatch        |
| (418603)      | 2008 SM269             | 22 septembre 2008     | Mt. Lemmon Survey |
| (418604)      | 2008 SY270             | 25 septembre 2008     | Spacewatch        |
| (418605)      | 2008 SM271             | 29 septembre 2008     | Spacewatch        |
| (418606)      | 2008 SJ274             | 20 septembre 2008     | Spacewatch        |
| (418607)      | 2008 SF277             | 19 décembre 2003      | Spacewatch        |
| (418608)      | 2008 SX277             | 25 septembre 2008     | Spacewatch        |
| (418609)      | 2008 SZ279             | 24 septembre 2008     | Mt. Lemmon Survey |
| (418610)      | 2008 SV286             | 23 septembre 2008     | CSS               |
| (418611)      | 2008 SQ287             | 16 mars 2005          | Mt. Lemmon Survey |
| (418612)      | 2008 SK288             | 24 septembre 2008     | CSS               |
| (418613)      | 2008 SH291             | 21 septembre 2008     | CSS               |
| (418614)      | 2008 SJ291             | 22 septembre 2008     | CSS               |
| (418615)      | 2008 SH300             | 23 septembre 2008     | LINEAR            |
| (418616)      | 2008 SL300             | 23 septembre 2008     | CSS               |
| (418617)      | 2008 SK302             | 23 septembre 2008     | Mt. Lemmon Survey |
| (418618)      | 2008 SO308             | 30 septembre 2008     | CSS               |
| (418619)      | 2008 TW5               | 3 octobre 2008        | OAM               |
| (418620)      | 2008 TS7               | 3 octobre 2008        | OAM               |
| (418621)      | 2008 TJ10              | 23 septembre 2008     | Spacewatch        |
| (418622)      | 2008 TO14              | 1er octobre 2008      | Mt. Lemmon Survey |
| (418623)      | 2008 TU19              | 22 septembre 2008     | Mt. Lemmon Survey |
| (418624)      | 2008 TZ31              | 1er octobre 2008      | Spacewatch        |
| (418625)      | 2008 TD33              | 1er octobre 2008      | Spacewatch        |
| (418626)      | 2008 TX33              | 1er octobre 2008      | Spacewatch        |
| (418627)      | 2008 TD34              | 7 septembre 2008      | Mt. Lemmon Survey |
| (418628)      | 2008 TW34              | 24 août 2008          | Spacewatch        |
| (418629)      | 2008 TC37              | 1er octobre 2008      | Mt. Lemmon Survey |
| (418630)      | 2008 TF37              | 2 septembre 2008      | Spacewatch        |
| (418631)      | 2008 TT40              | 1er octobre 2008      | Mt. Lemmon Survey |
| (418632)      | 2008 TM42              | 1er octobre 2008      | Mt. Lemmon Survey |
| (418633)      | 2008 TB45              | 1er octobre 2008      | Mt. Lemmon Survey |
| (418634)      | 2008 TL47              | 1er octobre 2008      | Spacewatch        |
| (418635)      | 2008 TA48              | 1er octobre 2008      | Spacewatch        |
| (418636)      | 2008 TE51              | 2 octobre 2008        | Spacewatch        |
| (418637)      | 2008 TE52              | 2 octobre 2008        | Spacewatch        |
| (418638)      | 2008 TL52              | 24 septembre 2008     | Spacewatch        |
| (418639)      | 2008 TM53              | 2 octobre 2008        | Spacewatch        |
| (418640)      | 2008 TM55              | 2 octobre 2008        | Spacewatch        |
| (418641)      | 2008 TD56              | 20 septembre 2008     | Spacewatch        |
| (418642)      | 2008 TS58              | 24 septembre 2008     | Spacewatch        |
| (418643)      | 2008 TO59              | 2 octobre 2008        | Spacewatch        |
| (418644)      | 2008 TU61              | 2 octobre 2008        | Spacewatch        |
| (418645)      | 2008 TH63              | 22 septembre 2008     | Mt. Lemmon Survey |
| (418646)      | 2008 TT65              | 2 octobre 2008        | CSS               |
| (418647)      | 2008 TJ66              | 2 octobre 2008        | Spacewatch        |
| (418648)      | 2008 TU72              | 2 octobre 2008        | Spacewatch        |
| (418649)      | 2008 TQ76              | 2 octobre 2008        | Mt. Lemmon Survey |
| (418650)      | 2008 TT76              | 3 septembre 2008      | Spacewatch        |
| (418651)      | 2008 TQ83              | 7 septembre 2008      | Mt. Lemmon Survey |
| (418652)      | 2008 TZ83              | 3 octobre 2008        | Spacewatch        |
| (418653)      | 2008 TT84              | 3 octobre 2008        | Spacewatch        |
| (418654)      | 2008 TV84              | 24 septembre 2008     | Spacewatch        |
| (418655)      | 2008 TK87              | 25 septembre 2008     | Spacewatch        |
| (418656)      | 2008 TN91              | 4 octobre 2008        | OAM               |
| (418657)      | 2008 TM92              | 3 septembre 2008      | Spacewatch        |
| (418658)      | 2008 TV93              | 26 avril 2001         | Spacewatch        |
| (418659)      | 2008 TJ101             | 6 septembre 2008      | Mt. Lemmon Survey |
| (418660)      | 2008 TF105             | 6 octobre 2008        | Spacewatch        |
| (418661)      | 2008 TO112             | 6 octobre 2008        | CSS               |
| (418662)      | 2008 TO118             | 2 septembre 2008      | Spacewatch        |
| (418663)      | 2008 TW118             | 7 octobre 2008        | Spacewatch        |
| (418664)      | 2008 TP127             | 8 octobre 2008        | Mt. Lemmon Survey |
| (418665)      | 2008 TZ128             | 8 octobre 2008        | Mt. Lemmon Survey |
| (418666)      | 2008 TG130             | 8 octobre 2008        | Mt. Lemmon Survey |
| (418667)      | 2008 TO130             | 8 octobre 2008        | Mt. Lemmon Survey |
| (418668)      | 2008 TU130             | 8 octobre 2008        | Mt. Lemmon Survey |
| (418669)      | 2008 TK131             | 8 octobre 2008        | Mt. Lemmon Survey |
| (418670)      | 2008 TW131             | 23 septembre 2008     | Spacewatch        |
| (418671)      | 2008 TY131             | 8 octobre 2008        | Mt. Lemmon Survey |
| (418672)      | 2008 TS138             | 23 septembre 2008     | Spacewatch        |
| (418673)      | 2008 TW147             | 9 octobre 2008        | Mt. Lemmon Survey |
| (418674)      | 2008 TD151             | 9 octobre 2008        | Mt. Lemmon Survey |
| (418675)      | 2008 TA164             | 1er octobre 2008      | Mt. Lemmon Survey |
| (418676)      | 2008 TO164             | 1er octobre 2008      | Spacewatch        |
| (418677)      | 2008 TZ166             | 8 octobre 2008        | Mt. Lemmon Survey |
| (418678)      | 2008 TE168             | 1er octobre 2008      | Spacewatch        |
| (418679)      | 2008 TC169             | 6 octobre 2008        | Mt. Lemmon Survey |
| (418680)      | 2008 TP171             | 6 octobre 2008        | CSS               |
| (418681)      | 2008 TB172             | 9 octobre 2008        | Mt. Lemmon Survey |
| (418682)      | 2008 TJ172             | 2 octobre 2008        | Spacewatch        |
| (418683)      | 2008 TC174             | 2 octobre 2008        | Mt. Lemmon Survey |
| (418684)      | 2008 TM175             | 8 octobre 2008        | Spacewatch        |
| (418685)      | 2008 TB181             | 3 octobre 2008        | Mt. Lemmon Survey |
| (418686)      | 2008 TJ189             | 10 octobre 2008       | Mt. Lemmon Survey |
| (418687)      | 2008 UG2               | 21 octobre 2003       | Spacewatch        |
| (418688)      | 2008 UT3               | 22 octobre 2008       | Bickel, W.        |
| (418689) Gema | 2008 UQ4               | 24 octobre 2008       | La Canada         |
| (418690)      | 2008 UE6               | 21 octobre 2008       | Mt. Lemmon Survey |
| (418691)      | 2008 UR6               | 22 octobre 2008       | Andrushivka       |
| (418692)      | 2008 UW7               | 17 octobre 2008       | Spacewatch        |
| (418693)      | 2008 UP9               | 2 octobre 2008        | Mt. Lemmon Survey |
| (418694)      | 2008 UP10              | 24 septembre 2008     | Spacewatch        |
| (418695)      | 2008 UF12              | 17 octobre 2008       | Spacewatch        |
| (418696)      | 2008 UH14              | 18 octobre 2008       | Spacewatch        |
| (418697)      | 2008 UV16              | 18 octobre 2008       | Spacewatch        |
| (418698)      | 2008 UB17              | 18 octobre 2008       | Spacewatch        |
| (418699)      | 2008 UB24              | 7 octobre 2008        | Spacewatch        |
| (418700)      | 2008 UM24              | 20 octobre 2008       | Spacewatch        |

### 418701-418800
| Nom      | Désignation provisoire | Date de la découverte | Découvreur        |
| -------- | ---------------------- | --------------------- | ----------------- |
| (418701) | 2008 US29              | 20 octobre 2008       | Spacewatch        |
| (418702) | 2008 UY30              | 20 octobre 2008       | Spacewatch        |
| (418703) | 2008 UE31              | 25 septembre 2008     | Spacewatch        |
| (418704) | 2008 UP36              | 20 octobre 2008       | Spacewatch        |
| (418705) | 2008 UU37              | 20 octobre 2008       | Spacewatch        |
| (418706) | 2008 UL41              | 20 octobre 2008       | Spacewatch        |
| (418707) | 2008 UH42              | 20 octobre 2008       | Spacewatch        |
| (418708) | 2008 UO42              | 20 octobre 2008       | Spacewatch        |
| (418709) | 2008 UC48              | 2 octobre 2008        | Spacewatch        |
| (418710) | 2008 UO48              | 20 octobre 2008       | Mt. Lemmon Survey |
| (418711) | 2008 UG53              | 20 octobre 2008       | Spacewatch        |
| (418712) | 2008 US60              | 21 octobre 2008       | Spacewatch        |
| (418713) | 2008 UK61              | 21 octobre 2008       | Spacewatch        |
| (418714) | 2008 UO66              | 21 octobre 2008       | Spacewatch        |
| (418715) | 2008 UC75              | 21 octobre 2008       | Spacewatch        |
| (418716) | 2008 UQ78              | 21 octobre 2008       | LUSS              |
| (418717) | 2008 UR80              | 22 octobre 2008       | Spacewatch        |
| (418718) | 2008 UP83              | 8 octobre 2008        | Mt. Lemmon Survey |
| (418719) | 2008 UQ83              | 8 octobre 2008        | Mt. Lemmon Survey |
| (418720) | 2008 UT87              | 24 octobre 2008       | Crni Vrh          |
| (418721) | 2008 UX88              | 24 octobre 2008       | Mt. Lemmon Survey |
| (418722) | 2008 UY90              | 7 octobre 2008        | Spacewatch        |
| (418723) | 2008 UG96              | 29 septembre 2008     | CSS               |
| (418724) | 2008 UK99              | 30 octobre 2008       | Ryan, W. H.       |
| (418725) | 2008 UO103             | 22 septembre 2008     | Mt. Lemmon Survey |
| (418726) | 2008 UN106             | 21 octobre 2008       | Spacewatch        |
| (418727) | 2008 UD110             | 22 octobre 2008       | Spacewatch        |
| (418728) | 2008 UC111             | 28 septembre 2008     | Mt. Lemmon Survey |
| (418729) | 2008 UX111             | 22 octobre 2008       | Spacewatch        |
| (418730) | 2008 UE113             | 9 octobre 2008        | Spacewatch        |
| (418731) | 2008 UX114             | 22 octobre 2008       | Spacewatch        |
| (418732) | 2008 UK118             | 22 octobre 2008       | Spacewatch        |
| (418733) | 2008 UX124             | 22 octobre 2008       | Spacewatch        |
| (418734) | 2008 UQ127             | 22 octobre 2008       | Spacewatch        |
| (418735) | 2008 UC130             | 23 octobre 2008       | Spacewatch        |
| (418736) | 2008 UU133             | 23 octobre 2008       | Spacewatch        |
| (418737) | 2008 UX133             | 29 juillet 2008       | Mt. Lemmon Survey |
| (418738) | 2008 UK135             | 23 octobre 2008       | Spacewatch        |
| (418739) | 2008 UH139             | 23 octobre 2008       | Spacewatch        |
| (418740) | 2008 UO144             | 23 octobre 2008       | Spacewatch        |
| (418741) | 2008 UQ145             | 23 octobre 2008       | Spacewatch        |
| (418742) | 2008 UG149             | 23 octobre 2008       | Spacewatch        |
| (418743) | 2008 UO149             | 23 octobre 2008       | Mt. Lemmon Survey |
| (418744) | 2008 UR152             | 23 octobre 2008       | Mt. Lemmon Survey |
| (418745) | 2008 UQ155             | 23 octobre 2008       | Mt. Lemmon Survey |
| (418746) | 2008 UC157             | 23 octobre 2008       | Mt. Lemmon Survey |
| (418747) | 2008 UP157             | 23 octobre 2008       | Mt. Lemmon Survey |
| (418748) | 2008 UM158             | 23 octobre 2008       | Spacewatch        |
| (418749) | 2008 UF162             | 26 septembre 2008     | Spacewatch        |
| (418750) | 2008 UB165             | 8 octobre 2008        | Spacewatch        |
| (418751) | 2008 UR168             | 24 octobre 2008       | Spacewatch        |
| (418752) | 2008 UQ169             | 24 octobre 2008       | Spacewatch        |
| (418753) | 2008 UP177             | 24 octobre 2008       | Mt. Lemmon Survey |
| (418754) | 2008 UA188             | 24 octobre 2008       | Spacewatch        |
| (418755) | 2008 UK189             | 25 octobre 2008       | Mt. Lemmon Survey |
| (418756) | 2008 UC197             | 27 octobre 2008       | CSS               |
| (418757) | 2008 UJ199             | 30 octobre 2008       | Mt. Lemmon Survey |
| (418758) | 2008 UT204             | 27 septembre 2008     | Mt. Lemmon Survey |
| (418759) | 2008 UZ204             | 20 octobre 2008       | Spacewatch        |
| (418760) | 2008 UU208             | 23 octobre 2008       | Spacewatch        |
| (418761) | 2008 UO209             | 23 octobre 2008       | Spacewatch        |
| (418762) | 2008 UF211             | 23 octobre 2008       | Spacewatch        |
| (418763) | 2008 UD224             | 25 octobre 2008       | Spacewatch        |
| (418764) | 2008 UA227             | 25 octobre 2008       | Spacewatch        |
| (418765) | 2008 UY227             | 25 octobre 2008       | Spacewatch        |
| (418766) | 2008 UU239             | 26 octobre 2008       | Spacewatch        |
| (418767) | 2008 UP242             | 26 octobre 2008       | Spacewatch        |
| (418768) | 2008 UX242             | 22 octobre 2008       | Spacewatch        |
| (418769) | 2008 UB254             | 27 octobre 2008       | Spacewatch        |
| (418770) | 2008 UW262             | 27 octobre 2008       | Spacewatch        |
| (418771) | 2008 UZ262             | 27 octobre 2008       | Spacewatch        |
| (418772) | 2008 UW263             | 28 octobre 2008       | Spacewatch        |
| (418773) | 2008 UQ264             | 9 octobre 2008        | Spacewatch        |
| (418774) | 2008 UA265             | 28 septembre 2008     | Mt. Lemmon Survey |
| (418775) | 2008 UO267             | 28 octobre 2008       | Spacewatch        |
| (418776) | 2008 UZ267             | 25 septembre 2008     | Spacewatch        |
| (418777) | 2008 UX272             | 28 octobre 2008       | Spacewatch        |
| (418778) | 2008 UJ276             | 28 octobre 2008       | Mt. Lemmon Survey |
| (418779) | 2008 UV276             | 7 octobre 2008        | Spacewatch        |
| (418780) | 2008 UU280             | 27 septembre 2008     | Mt. Lemmon Survey |
| (418781) | 2008 UP290             | 28 octobre 2008       | Spacewatch        |
| (418782) | 2008 UG298             | 21 octobre 2008       | Spacewatch        |
| (418783) | 2008 UU302             | 29 octobre 2008       | Spacewatch        |
| (418784) | 2008 UB314             | 30 octobre 2008       | Mt. Lemmon Survey |
| (418785) | 2008 US322             | 31 octobre 2008       | Mt. Lemmon Survey |
| (418786) | 2008 UU322             | 28 septembre 2008     | Mt. Lemmon Survey |
| (418787) | 2008 UH323             | 31 octobre 2008       | CSS               |
| (418788) | 2008 UF330             | 2 octobre 2008        | Spacewatch        |
| (418789) | 2008 UR337             | 20 octobre 2008       | Spacewatch        |
| (418790) | 2008 UJ346             | 31 octobre 2008       | Mt. Lemmon Survey |
| (418791) | 2008 UR347             | 23 octobre 2008       | Spacewatch        |
| (418792) | 2008 UX357             | 25 octobre 2008       | CSS               |
| (418793) | 2008 UD358             | 25 octobre 2008       | Spacewatch        |
| (418794) | 2008 UP364             | 28 octobre 2008       | CSS               |
| (418795) | 2008 UM366             | 20 octobre 2008       | Mt. Lemmon Survey |
| (418796) | 2008 UN366             | 20 octobre 2008       | Mt. Lemmon Survey |
| (418797) | 2008 VF                | 1er novembre 2008     | LINEAR            |
| (418798) | 2008 VY                | 29 octobre 2008       | Mt. Lemmon Survey |
| (418799) | 2008 VN10              | 2 novembre 2008       | Mt. Lemmon Survey |
| (418800) | 2008 VT14              | 9 novembre 2008       | OAM               |

### 418801-418900
| Nom           | Désignation provisoire | Date de la découverte | Découvreur           |
| ------------- | ---------------------- | --------------------- | -------------------- |
| (418801)      | 2008 VO15              | 1er novembre 2008     | Spacewatch           |
| (418802)      | 2008 VN16              | 1er novembre 2008     | Spacewatch           |
| (418803)      | 2008 VG18              | 1er novembre 2008     | Spacewatch           |
| (418804)      | 2008 VU20              | 1er novembre 2008     | Mt. Lemmon Survey    |
| (418805)      | 2008 VT22              | 23 septembre 2008     | Mt. Lemmon Survey    |
| (418806)      | 2008 VO25              | 2 novembre 2008       | Spacewatch           |
| (418807)      | 2008 VL26              | 2 novembre 2008       | Spacewatch           |
| (418808)      | 2008 VB29              | 2 novembre 2008       | Spacewatch           |
| (418809)      | 2008 VO30              | 2 novembre 2008       | Spacewatch           |
| (418810)      | 2008 VJ32              | 7 octobre 2008        | Mt. Lemmon Survey    |
| (418811)      | 2008 VQ36              | 29 novembre 2003      | Spacewatch           |
| (418812)      | 2008 VF39              | 2 novembre 2008       | CSS                  |
| (418813)      | 2008 VP39              | 2 novembre 2008       | Spacewatch           |
| (418814)      | 2008 VC41              | 22 octobre 2008       | Spacewatch           |
| (418815)      | 2008 VQ45              | 3 novembre 2008       | Spacewatch           |
| (418816)      | 2008 VY46              | 20 octobre 2008       | Spacewatch           |
| (418817)      | 2008 VE56              | 7 mars 2005           | LINEAR               |
| (418818)      | 2008 VP57              | 6 novembre 2008       | Mt. Lemmon Survey    |
| (418819)      | 2008 VQ61              | 8 novembre 2008       | Mt. Lemmon Survey    |
| (418820)      | 2008 VF66              | 1er novembre 2008     | Spacewatch           |
| (418821)      | 2008 VH67              | 7 novembre 2008       | CSS                  |
| (418822)      | 2008 VO71              | 7 novembre 2008       | Mt. Lemmon Survey    |
| (418823)      | 2008 VX76              | 2 novembre 2008       | Mt. Lemmon Survey    |
| (418824)      | 2008 VY78              | 8 novembre 2008       | Mt. Lemmon Survey    |
| (418825)      | 2008 VQ79              | 9 novembre 2008       | Spacewatch           |
| (418826)      | 2008 VB80              | 8 novembre 2008       | Spacewatch           |
| (418827)      | 2008 VQ80              | 28 décembre 2003      | LINEAR               |
| (418828)      | 2008 WN3               | 29 octobre 2008       | Spacewatch           |
| (418829)      | 2008 WB4               | 9 mars 2005           | CSS                  |
| (418830)      | 2008 WJ5               | 17 novembre 2008      | Spacewatch           |
| (418831)      | 2008 WA6               | 17 novembre 2008      | Spacewatch           |
| (418832)      | 2008 WM8               | 17 novembre 2008      | Spacewatch           |
| (418833)      | 2008 WJ18              | 23 septembre 2008     | Mt. Lemmon Survey    |
| (418834)      | 2008 WH22              | 23 septembre 2008     | Spacewatch           |
| (418835)      | 2008 WH23              | 18 novembre 2008      | CSS                  |
| (418836)      | 2008 WL28              | 27 octobre 2008       | Mt. Lemmon Survey    |
| (418837)      | 2008 WW29              | 19 novembre 2008      | Mt. Lemmon Survey    |
| (418838)      | 2008 WD33              | 17 novembre 2008      | Farra d'Isonzo       |
| (418839)      | 2008 WM33              | 17 novembre 2008      | Spacewatch           |
| (418840)      | 2008 WX33              | 29 septembre 2008     | Mt. Lemmon Survey    |
| (418841)      | 2008 WZ34              | 17 novembre 2008      | Spacewatch           |
| (418842)      | 2008 WT48              | 18 novembre 2008      | CSS                  |
| (418843)      | 2008 WW51              | 9 octobre 2008        | Spacewatch           |
| (418844)      | 2008 WZ55              | 20 octobre 2008       | Spacewatch           |
| (418845)      | 2008 WM59              | 18 novembre 2008      | LINEAR               |
| (418846)      | 2008 WJ60              | 23 novembre 2008      | Mt. Lemmon Survey    |
| (418847)      | 2008 WR60              | 20 octobre 2008       | Spacewatch           |
| (418848)      | 2008 WL62              | 17 novembre 2008      | Spacewatch           |
| (418849)      | 2008 WM64              | 24 novembre 2008      | Mt. Lemmon Survey    |
| (418850)      | 2008 WQ66              | 18 novembre 2008      | Spacewatch           |
| (418851)      | 2008 WE75              | 20 novembre 2008      | Spacewatch           |
| (418852)      | 2008 WH78              | 20 novembre 2008      | Spacewatch           |
| (418853)      | 2008 WJ87              | 6 octobre 2008        | Mt. Lemmon Survey    |
| (418854)      | 2008 WO88              | 21 novembre 2008      | Spacewatch           |
| (418855)      | 2008 WM92              | 20 octobre 2008       | Spacewatch           |
| (418856)      | 2008 WT92              | 29 septembre 2008     | LINEAR               |
| (418857)      | 2008 WD98              | 19 novembre 2008      | Spacewatch           |
| (418858)      | 2008 WA102             | 30 novembre 2008      | LINEAR               |
| (418859)      | 2008 WL102             | 19 novembre 2008      | CSS                  |
| (418860)      | 2008 WF105             | 30 novembre 2008      | Mt. Lemmon Survey    |
| (418861)      | 2008 WG105             | 30 novembre 2008      | Mt. Lemmon Survey    |
| (418862)      | 2008 WM109             | 4 novembre 2008       | Spacewatch           |
| (418863)      | 2008 WA110             | 30 novembre 2008      | Spacewatch           |
| (418864)      | 2008 WS133             | 11 février 2004       | NEAT                 |
| (418865)      | 2008 WR134             | 24 novembre 2008      | Mt. Lemmon Survey    |
| (418866)      | 2008 WR135             | 19 novembre 2008      | Spacewatch           |
| (418867)      | 2008 WJ137             | 22 novembre 2008      | LINEAR               |
| (418868)      | 2008 WA139             | 30 novembre 2008      | LINEAR               |
| (418869)      | 2008 WN139             | 30 novembre 2008      | LINEAR               |
| (418870)      | 2008 XV4               | 3 décembre 2008       | LINEAR               |
| (418871)      | 2008 XB5               | 4 décembre 2008       | LINEAR               |
| (418872)      | 2008 XS7               | 1er décembre 2008     | Spacewatch           |
| (418873)      | 2008 XL11              | 11 mars 2005          | Spacewatch           |
| (418874)      | 2008 XR25              | 27 octobre 2008       | Spacewatch           |
| (418875)      | 2008 XM44              | 8 octobre 2002        | Spacewatch           |
| (418876)      | 2008 XR52              | 2 décembre 2008       | Mt. Lemmon Survey    |
| (418877)      | 2008 YK21              | 21 décembre 2008      | Mt. Lemmon Survey    |
| (418878)      | 2008 YB22              | 21 décembre 2008      | Mt. Lemmon Survey    |
| (418879)      | 2008 YN28              | 28 décembre 2008      | Sarneczky, K.        |
| (418880)      | 2008 YT33              | 28 décembre 2008      | Kugel, F.            |
| (418881)      | 2008 YN65              | 1er décembre 2008     | Mt. Lemmon Survey    |
| (418882)      | 2008 YD74              | 5 décembre 2008       | Mt. Lemmon Survey    |
| (418883)      | 2008 YH88              | 30 novembre 2008      | Mt. Lemmon Survey    |
| (418884)      | 2008 YW99              | 29 décembre 2008      | Spacewatch           |
| (418885)      | 2008 YQ104             | 29 décembre 2008      | Spacewatch           |
| (418886)      | 2008 YV104             | 21 décembre 2008      | Spacewatch           |
| (418887)      | 2008 YF115             | 29 décembre 2008      | Spacewatch           |
| (418888)      | 2008 YB126             | 30 décembre 2008      | Spacewatch           |
| (418889)      | 2008 YP135             | 6 décembre 2002       | LINEAR               |
| (418890)      | 2008 YE148             | 31 décembre 2008      | Spacewatch           |
| (418891) Vizi | 2008 YK148             | 31 décembre 2008      | Sarneczky, K.        |
| (418892)      | 2008 YC167             | 21 décembre 2008      | Spacewatch           |
| (418893)      | 2008 YQ170             | 30 décembre 2008      | CSS                  |
| (418894)      | 2008 YT171             | 22 décembre 2008      | Spacewatch           |
| (418895)      | 2009 AM1               | 24 octobre 2008       | Mt. Lemmon Survey    |
| (418896)      | 2009 AK15              | 6 janvier 2009        | Siding Spring Survey |
| (418897)      | 2009 AC25              | 3 janvier 2009        | Spacewatch           |
| (418898)      | 2009 AT37              | 21 décembre 2008      | Mt. Lemmon Survey    |
| (418899)      | 2009 AY49              | 15 janvier 2009       | Spacewatch           |
| (418900)      | 2009 BE2               | 16 janvier 2009       | Spacewatch           |

### 418901-419000
| Nom               | Désignation provisoire | Date de la découverte | Découvreur                                  |
| ----------------- | ---------------------- | --------------------- | ------------------------------------------- |
| (418901)          | 2009 BX22              | 17 janvier 2009       | Spacewatch                                  |
| (418902)          | 2009 BE47              | 16 janvier 2009       | Spacewatch                                  |
| (418903)          | 2009 BB48              | 16 janvier 2009       | Mt. Lemmon Survey                           |
| (418904)          | 2009 BZ69              | 25 janvier 2009       | CSS                                         |
| (418905)          | 2009 BX72              | 29 janvier 2009       | Kugel, F.                                   |
| (418906)          | 2009 BA76              | 25 janvier 2009       | CSS                                         |
| (418907)          | 2009 BY79              | 31 janvier 2009       | LINEAR                                      |
| (418908)          | 2009 BX92              | 25 janvier 2009       | Spacewatch                                  |
| (418909)          | 2009 BS148             | 31 janvier 2009       | Spacewatch                                  |
| (418910)          | 2009 BO158             | 31 janvier 2009       | Spacewatch                                  |
| (418911)          | 2009 BZ164             | 31 janvier 2009       | Spacewatch                                  |
| (418912)          | 2009 BR172             | 18 janvier 2009       | Mt. Lemmon Survey                           |
| (418913)          | 2009 BU177             | 31 janvier 2009       | Mt. Lemmon Survey                           |
| (418914)          | 2009 BW177             | 31 janvier 2009       | Spacewatch                                  |
| (418915)          | 2009 BN181             | 19 janvier 2009       | Mt. Lemmon Survey                           |
| (418916)          | 2009 BX182             | 20 janvier 2009       | Spacewatch                                  |
| (418917)          | 2009 BH188             | 29 janvier 2009       | Mt. Lemmon Survey                           |
| (418918)          | 2009 CT26              | 1er février 2009      | Spacewatch                                  |
| (418919)          | 2009 CN27              | 1er février 2009      | Spacewatch                                  |
| (418920)          | 2009 CZ31              | 1er février 2009      | Spacewatch                                  |
| (418921)          | 2009 CV32              | 1er février 2009      | Spacewatch                                  |
| (418922)          | 2009 CL36              | 3 février 2009        | Spacewatch                                  |
| (418923)          | 2009 CH39              | 13 février 2009       | Spacewatch                                  |
| (418924)          | 2009 CO39              | 14 février 2009       | Hormuth, F.                                 |
| (418925)          | 2009 CZ45              | 14 février 2009       | Spacewatch                                  |
| (418926)          | 2009 CG51              | 14 février 2009       | OAM                                         |
| (418927)          | 2009 CQ62              | 25 mars 2006          | Spacewatch                                  |
| (418928)          | 2009 DJ1               | 18 février 2009       | Apitzsch, R.                                |
| (418929)          | 2009 DM1               | 19 février 2009       | CSS                                         |
| (418930)          | 2009 DG2               | 16 février 2009       | Kugel, F.                                   |
| (418931)          | 2009 DM6               | 25 janvier 2009       | Spacewatch                                  |
| (418932)          | 2009 DL11              | 19 février 2009       | Kugel, F.                                   |
| (418933)          | 2009 DV20              | 19 février 2009       | Spacewatch                                  |
| (418934)          | 2009 DL21              | 19 février 2009       | Spacewatch                                  |
| (418935)          | 2009 DJ59              | 22 février 2009       | Spacewatch                                  |
| (418936)          | 2009 DU59              | 22 février 2009       | Spacewatch                                  |
| (418937)          | 2009 DT72              | 3 février 2009        | Spacewatch                                  |
| (418938)          | 2009 DB74              | 26 février 2009       | CSS                                         |
| (418939)          | 2009 DH78              | 21 février 2009       | Spacewatch                                  |
| (418940)          | 2009 DA89              | 24 février 2009       | Mt. Lemmon Survey                           |
| (418941)          | 2009 DJ92              | 28 février 2009       | Spacewatch                                  |
| (418942)          | 2009 DC95              | 14 mars 2002          | Spacewatch                                  |
| (418943)          | 2009 DQ102             | 26 février 2009       | Spacewatch                                  |
| (418944)          | 2009 DB106             | 26 février 2009       | Spacewatch                                  |
| (418945)          | 2009 DA129             | 24 février 2009       | Mt. Lemmon Survey                           |
| (418946)          | 2009 DV135             | 4 août 2003           | Spacewatch                                  |
| (418947)          | 2009 ED3               | 15 mars 2009          | CSS                                         |
| (418948)          | 2009 EU20              | 15 mars 2009          | Spacewatch                                  |
| (418949)          | 2009 EM22              | 21 octobre 2007       | Mt. Lemmon Survey                           |
| (418950)          | 2009 EK24              | 1er mars 2009         | Mt. Lemmon Survey                           |
| (418951)          | 2009 ER30              | 1er mars 2009         | Spacewatch                                  |
| (418952)          | 2009 FW6               | 16 mars 2009          | Spacewatch                                  |
| (418953)          | 2009 FN24              | 20 mars 2009          | OAM                                         |
| (418954)          | 2009 FN31              | 19 mars 2009          | Spacewatch                                  |
| (418955)          | 2009 FW51              | 28 mars 2009          | Mt. Lemmon Survey                           |
| (418956)          | 2009 FY62              | 26 mars 2009          | Spacewatch                                  |
| (418957)          | 2009 FR70              | 21 mars 2009          | CSS                                         |
| (418958)          | 2009 FZ70              | 27 mars 2009          | Mt. Lemmon Survey                           |
| (418959)          | 2009 FW74              | 24 mars 2009          | Mt. Lemmon Survey                           |
| (418960)          | 2009 FG76              | 26 mars 2009          | Mt. Lemmon Survey                           |
| (418961)          | 2009 GH                | 20 janvier 2009       | Mt. Lemmon Survey                           |
| (418962)          | 2009 GC6               | 2 avril 2009          | Spacewatch                                  |
| (418963)          | 2009 HC4               | 17 avril 2009         | Spacewatch                                  |
| (418964)          | 2009 HL13              | 17 avril 2009         | CSS                                         |
| (418965)          | 2009 HP14              | 30 mai 2006           | Mt. Lemmon Survey                           |
| (418966)          | 2009 HO21              | 16 avril 2009         | CSS                                         |
| (418967)          | 2009 HE29              | 19 avril 2009         | Spacewatch                                  |
| (418968)          | 2009 HX34              | 20 avril 2009         | Mt. Lemmon Survey                           |
| (418969)          | 2009 HX50              | 21 avril 2009         | Spacewatch                                  |
| (418970)          | 2009 HA56              | 17 mars 2009          | Spacewatch                                  |
| (418971)          | 2009 HQ62              | 17 avril 2009         | Spacewatch                                  |
| (418972)          | 2009 HV68              | 21 avril 2009         | Mt. Lemmon Survey                           |
| (418973)          | 2009 HW74              | 1er avril 2009        | Spacewatch                                  |
| (418974)          | 2009 HE90              | 19 avril 2009         | Mt. Lemmon Survey                           |
| (418975)          | 2009 HW91              | 29 avril 2009         | Spacewatch                                  |
| (418976)          | 2009 HA100             | 27 avril 2009         | Mt. Lemmon Survey                           |
| (418977)          | 2009 HM100             | 29 avril 2009         | Spacewatch                                  |
| (418978)          | 2009 HG105             | 17 octobre 2007       | Mt. Lemmon Survey                           |
| (418979)          | 2009 HJ106             | 18 avril 2009         | Mt. Lemmon Survey                           |
| (418980)          | 2009 JO7               | 29 avril 2009         | Mt. Lemmon Survey                           |
| (418981)          | 2009 JG8               | 13 mai 2009           | Spacewatch                                  |
| (418982)          | 2009 JQ11              | 23 avril 2009         | Spacewatch                                  |
| (418983)          | 2009 KS1               | 21 avril 2009         | Spacewatch                                  |
| (418984)          | 2009 KZ1               | 18 mai 2009           | Tozzi, F.                                   |
| (418985)          | 2009 KL6               | 25 mai 2009           | Spacewatch                                  |
| (418986)          | 2009 KJ9               | 24 mai 2009           | Spacewatch                                  |
| (418987)          | 2009 KX11              | 25 mars 2009          | Mt. Lemmon Survey                           |
| (418988)          | 2009 KT14              | 17 avril 2009         | Mt. Lemmon Survey                           |
| (418989)          | 2009 KA16              | 27 avril 2009         | Spacewatch                                  |
| (418990)          | 2009 KY18              | 27 mai 2009           | Mt. Lemmon Survey                           |
| (418991)          | 2009 LB6               | 21 décembre 2003      | Spacewatch                                  |
| (418992)          | 2009 ME3               | 27 mai 2009           | Mt. Lemmon Survey                           |
| (418993) 2009 MS9 | 2009 MS9               | 25 juin 2009          | Petit, J.-M., Gladman, B., Kavelaars, J. J. |
| (418994)          | 2009 NG                | 4 juillet 2009        | OAM                                         |
| (418995)          | 2009 OP                | 16 juillet 2009       | OAM                                         |
| (418996)          | 2009 OH10              | 29 juillet 2009       | OAM                                         |
| (418997)          | 2009 OP10              | 27 juillet 2009       | Spacewatch                                  |
| (418998)          | 2009 OY10              | 28 juillet 2009       | CSS                                         |
| (418999)          | 2009 OE12              | 16 juin 2009          | Mt. Lemmon Survey                           |
| (419000)          | 2009 OW13              | 24 janvier 2007       | Mt. Lemmon Survey                           |

## Sources
- (en) Base de données du Centre des planètes mineures